# Inocybe flavella
Inocybe flavella är en svampart som beskrevs av P. Karst. 1890. Enligt Catalogue of Life ingår Inocybe flavella i släktet Inocybe,  och familjen Inocybaceae, men enligt Dyntaxa är tillhörigheten istället släktet Inocybe,  och familjen Crepidotaceae. Arten är reproducerande i Sverige. Inga underarter finns listade i Catalogue of Life.